# ایر اروپا اکسپرس
ایر اروپا اکسپرس (انگلیسی: Air Europa Express) شرکت هواپیمایی اسپانیایی است، که در سال ۱۹۹۶ توسط شرکت ایر اروپا تأسیس شد.